# Cracca
Cracca là một chi thực vật có hoa trong họ Đậu.